# Wookieepedia
Wookieepedia, conosciuta anche come Star Wars Wiki o Jawapedia, è una Wikicity creata il 4 marzo 2005 da WhiteBoy, un utente di Wikipedia in inglese.
Il suo scopo è di essere una fonte primaria di informazioni riguardanti la saga di Guerre stellari, includendo l'universo espanso.

## Storia
I primi editori di Wookieepedia erano principalmente dei Wikipediani, stanchi di vedere una certa carenza di articoli consistenti riguardanti Guerre stellari, spesso indicati come incompleti, stub e da cancellare.

Buona parte dei primi articoli sono stati copiati da Wikipedia sotto la licenza GNU. Articoli d'importanza troppo scarsa che non sono adatti a Wikipedia vengono messi su Wookieepedia nel caso non ci sia già qualcosa. In aggiunta, certe sezioni di articoli comprendono attori, artisti, compagnie della realtà, e altro da un punto di vista "fuori-universo".

Attualmente Wookieepedia esiste in diverse lingue: inglese, spagnolo, portoghese, francese, italiano, polacco e russo.

Esistono anche due versioni non ospitate sui server Wikia, Jedipedia (in tedesco) e Biblioteka Ossus (in polacco).
"Wookieepedia" è un termine coniato il 23 gennaio 2005 da WhiteBoy (un utente Wikipediano) come scherzo, durante una discussione sulla creazione di una Wiki relativa a Guerre stellari. Casualmente, la parola "Wookiee" era molto vicina come suono e scrittura alla parola "Wiki", e la creazione del termine "Wookieepedia" venne subito ben accettata.

La radice del termine (Wookiee) è stata poi adattata al contesto:
- Wookieepediano - un termine usato per descrivere chi lavora sulla Star Wars Wiki, variante di "Wikipediano"
- Wookieeficare - variazione della parola "Wikificare" usata su Wikipedia
- Wookieequote - variazione della parola "Wikiquote" per riportare citazioni

## Popolarità
- Wookieepedia è stata menzionata sul TIME magazine il 29 maggio 2005 come una delle più larghe Wikicities; ha anche superato Memory Alpha, la Wiki di Star Trek
- Il 26 settembre 2005 Jimmy Wales, il fondatore di Wikipedia, ha menzionato la Star Wars Wiki in una intervista su C-SPAN[1].
- Abel G. Peña ha menzionato Wookieepedia nel suo blog l'11 ottobre 2005[2].
- SciFi.com ha selezionato Wookieepedia come sito Sci Fi della Settimana il 28 novembre 2005[3]
- TheForce.Net ha menzionato[4] Wookieepedia per la prima volta il 2 dicembre, comparandola alla CUSWE (Completely Unofficial Star Wars Encyclopedia).